# Thomas Löfkvist
Thomas Löfkvist   (Visby, 4 d'abril de 1984) és un ciclista suec, ja retirat, que fou professional del 2004 al 2014. Va córrer als equips Fdjeux.com, Française des Jeux, Team Columbia, Team Sky i IAM Cycling. Fins al 2010 emprà la grafia del cognom 'Lövkvist', però a partir d'aquell moment passà a escriure'l Löfkvist. L'agost de 2014 va anunciar la seva retirada al final de la temporada ja que li havien diagnosticat fatiga crònica. La seva darrera cursa fou la Volta a Llombardia. Una vegada retirat passà a exercir de director esportiu de l'equip continental suec Team Tre Berg-Bianchi.
Durant la seva carrera esportiva va prendre part en dues edicions dels Jocs Olímpics d'estiu, el 2004 i 2008. En el seu palmarès destaca el Campionat de Suècia en ruta de 2006, el de contrarellotge de 2004 i la Monte Paschi Eroica del 2009.

## Palmarès en ruta
- 2002
  - Vencedor d'una etapa de la Volta a la Baixa Saxònia júnior
- 2003
  - 1r al Circuit de les Ardenes
- 2004
  -  Campió de Suècia de contrarellotge
  - 1r del Circuit de La Sarthe i vencedor d'una etapa
  - Vencedor d'una etapa del Tour de l'Avenir
- 2006
  -  Campió de Suècia de ciclisme en ruta
- 2007
  - Vencedor d'una etapa del Critèrium Internacional
- 2009
  - 1r a la Monte Paschi Eroica
  - Vencedor d'una etapa de la Sachsen-Tour
- 2013
  - 1r al Tour del Mediterrani

### Resultats al Tour de França
- 2005. 61è de la classificació general
- 2006. 63è de la classificació general
- 2007. 64è de la classificació general
- 2008. 40è de la classificació general
- 2010. 17è de la classificació general

### Resultats a la Volta a Espanya
- 2007. 54è de la classificació general
- 2010. No surt (8a etapa)
- 2011. 52è de la classificació general

### Resultats al Giro d'Itàlia
- 2009. 25è de la classificació general.  Porta la maglia rosa durant 1 etapa
- 2011. 20è de la classificació general

## Palmarès en ciclisme de muntanya
- 2002
  -  Campió d'Europa júnior en Camp a través